# André Bondroit
André Bondroit (13 september 1943) is een Belgisch politicus en voormalig volksvertegenwoordiger en burgemeester.

## Levensloop
In zijn jeugdjaren was Bondroit voorzitter van de lokale Rode Valken. Beroepshalve werd hij sociaal assistent bij het OCMW van Anderlues. Ook was hij in de jaren 1970 kabinetsmedewerker van minister Jacques Hoyaux.
In 1970 werd Bondroit voor de toenmalige PSB verkozen tot gemeenteraadslid van Lobbes, waar hij van 1971 tot 1976 schepen was. Na jarenlange oppositie geraakte de PS in 2000 terug in de bestuursmeerderheid en werd hij burgemeester van de gemeente. Nadat hij in onmin was geraakt met de Parti Socialiste, richtte hij voor de verkiezingen van 2006 de lijst Ensemble op, maar ondanks de behoorlijke uitslag, kwam in de oppositie terecht. Na de verkiezingen van 2012 bleef hij nog als enige gekozene van zijn partij over en werd door de nieuwe coalitie cdH-MR, die over een nipte meerderheid beschikte, verkozen tot voorzitter van het OCMW. Hij bleef dit tot in 2018, waarna hij de gemeentepolitiek van Lobbes verliet.
Daarnaast zetelde Bondroit van 1985 tot 1987 voor het arrondissement Thuin in de Kamer van volksvertegenwoordigers en daardoor ook in de Waalse Gewestraad en de Franse Gemeenschapsraad.
Ook was hij vicevoorzitter van de beheerraad en het beheerscomité van IGRETEC, voorzitter van INTERSUD, Intercommunale pour le développement économique et l’Aménagement du Territoire du Sud Hainaut, lid van het College van de Communauté urbaine du Pays de Charleroi/ Val de Sambre et Sud Hainaut, bestuurder van de maatschappij van sociale woningen Immobilière sociale de Thudinie, voorzitter van het sportcomplex Le Scavin, voorzitter van het jeugdcentrum Le Trou en Sable en bestuurder van de vzw Culture Joie Santé.